# Callistethus benicolus
Callistethus benicolus är en skalbaggsart som beskrevs av Ohaus 1897. Callistethus benicolus ingår i släktet Callistethus och familjen Rutelidae. Inga underarter finns listade.